# 布勒索莱特
布勒索莱特（法語：Bresolettes，法語發音：[bʁəzɔlɛt] ⓘ）是法国奥恩省的一个旧市镇，位于该省东部，属于莫尔塔涅欧佩什区。2016年1月1日，布勒索莱特和相邻的另外9个市镇合并为新市镇图鲁夫尔欧佩什（Tourouvre au Perche）。

## 地理
布勒索莱特（48°37'47"N, 0°37'33"E）面积5.84 平方千米，位于法国诺曼底大区奧恩省，该省份为法国西北部内陆省份，北起顺时针与卡爾瓦多斯省、厄尔省、厄尔-卢瓦省、萨尔特省、马耶讷省和芒什省接壤。
与布勒索莱特接壤的市镇（或旧市镇、城区）包括：莱萨斯普尔、比贝尔特雷、普雷波坦、朗多奈、索利尼拉特拉普。

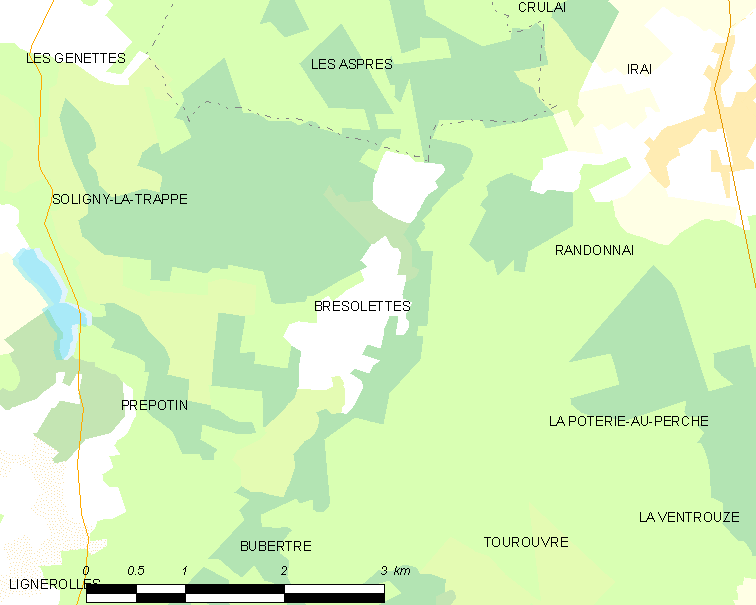
布勒索莱特的OSM定位图

布勒索莱特的时区为UTC+01:00、UTC+02:00（夏令时）。

## 行政
布勒索莱特的邮政编码为61190，INSEE市镇编码为61059。

## 政治
布勒索莱特所属的省级选区为图鲁夫尔欧佩什县。

## 人口

1962-2008年间布勒索莱特人口变化图示

布勒索莱特于2018年1月1日时的人口数量为24人。